# Авангард (футбольний клуб, Курськ)
Некомерційне партнерство Футбольний клуб «Авангард» (Курськ) або просто «Авангард» (рос. Некоммерческое партнерство «Футбольный клуб „Авангард“») — професіональний російський футбольний клуб з міста Курськ. З 2017 року виступає в ФНЛ. Домашні матчі проводить на стадіоні «Трудові резерви», який вміщує 11 329 глядачів.

## Хронологія назв
- 1958—1965 — «Трудові резерви»
- 1966 — «Труд»
- 1967—1972 — «Трудові резерви»
- З 1973 року — «Авангард»

## Історія
Футбольний клуб «Авангард» з Курська був заснований в 1958 році під назвою «Трудові резерви» У 1973 році клуб прикріпили до заводу РТІ (Курскрезинотехніка), після цього футбольний клуб і отримав свою теперішню назву
Перший сезон після розпаду СРСР футбольний клуб «Авангард» грав у другій лізі, зайнявши в сезоні 1992 року 10-те місце у 2-ій зоні. У 1993 році курські футболісти посіли 6-те місце в 2-ій зоні, але за підсумками сезону команда все ж опинилася в третій лізі, звідки повернулася в 1996 році. У свій перший рік після повернення «Авангард» зайняв 15-те місце в зоні «Центр». У 2000 році «Авангард» зайняв 8-ме місце, це досягнення він повторив і в наступному році. У 2002 році команда знову посіла 15-те місце, а в сезоні 2003 року — 13-те.
У 2004 році, зайнявши 2-ге місце в другому дивізіоні зони «Центр», «Авангарду», в зв'язку з відмовою від участі в змаганнях першого дивізіону багатьох клубів, випала можливість підвищення в класі. У сезоні 2005 року вперше в своїй історії клуб дебютував у першому дивізіоні. Команда зайняла в підсумку 16-те місце. У наступному сезоні «Авангард» виступив вдаліше. Деякий час лідирував в дивізіоні, але у другому колі команда здала позиції, результат - 10-те місце, яке поки є найвищим досягненням клубу. Сезон 2007 року закінчився провалом, програвши в останньому матчі прямому конкуренту в боротьбі за рятівне 17-те місце, «Авангард» відкотився на 18-ту сходинку і повернувся до другого дивізіону.
У сезоні 2008 року курські футболісти мали шанс повернутися в перший дивізіон, але не змогли обійти липецький «Металург». 15 жовтня 2009 року, перемігши в рідних стінах смоленське «Дніпро», «Авангард» виграв турнір команд Другого дивізіону в зоні «Центр», завдяки чому забезпечив собі місце в Першому дивізіоні на сезон 2010 року, однак цей розіграш склався досить невдало: курська команда вилетіли достроково, втративши всі шанси на збереження прописки за 4 тури до завершення першості. У сезоні 2011/12 років «Авангард» з 70-ма очками посів друге місце в другому дивізіоні, відставши від лідера бєлгородського «Салюта» на 13 очок.
У передостанньому турі сезону 2016/17 років перемігши на своєму полі «Калугу», завдяки м'ячу забитому на 97-ій хвилині поєдинку Олександром Войновим і скориставшись осічкою «Торпедо», який поступився з мінімальним рахунком «Чертаново», достроково посів перше місце і забезпечив собі вихід у ФНЛ. У цьому сезоні «Авангард» набрав 42 очки, при цьому забивши 25 м'ячів за 23 зустрічі.

## Досягнення
- Другий дивізіон (зона «Центр»)
  -  Чемпіон (2): 2009, 2016/17
  -  Срібний призер (1): 2004

- Третій дивізіон
  -  Чемпіон (1): 1995

## Статистика

### Найкращі результати
- Чемпіонат СРСР — 2 місце в класі Б (третя зона РРФСР - 1962, 1964), 3 місце у другій лізі класу А (1974, 1986).
- Чемпіонат Росії — 1 місце в третій лізі (друга зона - 1995), 1 місце в другому дивізіоні зоні «Центр» (2004, 2009), 10 місце в першому дивізіоні (2006).
- Кубок СРСР — вихід у 1/16 фіналу (1961).
- Кубок РРФСР — вихід у 1/8 фіналу (1973).
- Кубок Росії — вихід у фінал (2017/18).

### Найбільші перемоги
- Чемпіонат СРСР: 7 0 — «Торпедо» (Сизрань) (1964)
- Чемпіонат Росії: 7:0 — «Спартак» (Орел) (1992)
- Кубок СРСР: 5:1 — «Торпедо» (Таганрог) (1964)
- Кубок РРФСР: 3:0 — «Спартак» (Орел) (1987)
- Кубок Росії: 2;0 — «Салют-ЮКОС» (Бєлгород) (1993), «Динамо-Воронеж» (2008) , «Витязь» (Подольск) (2009), «Зірка» (Рязань) (2010); 3:1 — «Салют» (Бєлгород) (2011), ФК «Тамбов» (Тамбов) (2017).

### Найбільші поразки
- Чемпіонат СРСР: 1:12 — «Ротор» (Волгоград) (1979)
- Чемпіонат Росії: 0:7 — «Нива» (Слов'янськ-на-Кубані) (1993), «Торпедо» (Таганрог) (1996).
- Кубок СРСР: 0:8 — «Торпедо» (Москва) (1961)
- Кубок РРФСР: 0:4 — «Машук» (П'ятигорськ) (1983)
- Кубок Росії: 0:6 — «Арсенал» (Тула) (1993)

## Статистика виступів

Стара емблема клубу

| Рік       | Турнір                        | Місце | І  | В  | Н  | П  | М     | О  | Кубок |
| --------- | ----------------------------- | ----- | -- | -- | -- | -- | ----- | -- | ----- |
| 1992      | Друга ліга, 2-га зона         | 10    | 42 | 22 | 3  | 17 | 67−67 | 47 | 1/256 |
| 1993      | Друга ліга, 2-га зона         | 6     | 30 | 15 | 1  | 14 | 44−59 | 31 | 1/64  |
| 1994      | Третя ліга Росії, 2-га зона   | 4     | 32 | 19 | 4  | 9  | 51−39 | 42 | 1/128 |
| 1995      | Третя ліга, 2-га зона         |       | 30 | 21 | 2  | 7  | 52−30 | 65 | 1/64  |
| 1996      | Друга ліга, зона «Захід»      | 15    | 38 | 13 | 4  | 21 | 50−78 | 43 | 1/256 |
| 1997      | Друга ліга, зона «Захід»      | 15    | 38 | 11 | 7  | 20 | 40−58 | 40 | 1/128 |
| 1998      | Другий дивізіон, зона «Центр» | 18    | 40 | 9  | 9  | 22 | 34−54 | 36 | 1/128 |
| 1999      | Другий дивізіон, зона «Центр» | 15    | 36 | 10 | 7  | 19 | 40−59 | 37 | 1/64  |
| 2000      | Другий дивізіон, зона «Центр» | 8     | 38 | 16 | 6  | 16 | 36−41 | 54 | 1/256 |
| 2001      | Другий дивізіон, зона «Центр» | 8     | 38 | 17 | 7  | 14 | 47−41 | 58 | 1/256 |
| 2002      | Другий дивізіон, зона «Центр» | 15    | 38 | 11 | 8  | 19 | 40−55 | 41 | 1/256 |
| 2003      | Другий дивізіон, зона «Центр» | 13    | 36 | 10 | 7  | 19 | 28−37 | 37 | 1/256 |
| 2004      | Другий дивізіон, зона «Центр» |       | 32 | 21 | 5  | 6  | 60−23 | 68 | 1/128 |
| 2005      | Перший дивізіон               | 16    | 42 | 11 | 15 | 16 | 36−45 | 48 | 1/32  |
| 2006      | Перший дивізіон               | 10    | 42 | 16 | 13 | 13 | 45−38 | 61 | 1/32  |
| 2007      | Перший дивізіон               | 18    | 42 | 15 | 6  | 21 | 50−55 | 51 | 1/16  |
| 2008      | Другий дивізіон, зона «Центр» |       | 34 | 23 | 6  | 5  | 48-18 | 75 | 1/32  |
| 2009      | Другий дивізіон, зона «Центр» |       | 32 | 24 | 1  | 7  | 68-23 | 73 | 1/16  |
| 2010      | Перший дивізіон               | 20    | 38 | 7  | 6  | 25 | 31-67 | 27 | 1/16  |
| 2011/2012 | Другий дивізіон, зона «Центр» |       | 39 | 21 | 7  | 11 | 62-36 | 70 | 1/64  |
| 2012/2013 | Другий дивізіон, зона «Центр» | 9     | 30 | 11 | 8  | 11 | 42-40 | 41 | 1/64  |
| 2013/2014 | Другий дивізіон, зона «Центр» | 8     | 30 | 12 | 6  | 12 | 37-39 | 42 | 1/32  |
| 2014/2015 | Другий дивізіон, зона «Центр» | 9     | 30 | 13 | 4  | 13 | 45-35 | 43 | 1/128 |
| 2015/2016 | Другий дивізіон, зона «Центр» | 5     | 26 | 10 | 9  | 7  | 33-22 | 39 | 1/128 |
| 2016/2017 | Другий дивізіон, зона «Центр» |       | 24 | 13 | 6  | 5  | 28-16 | 45 | 1/128 |
| 2017/2018 | Перший дивізіон               | 11    | 38 | 10 | 15 | 13 | 43-46 | 45 | Фінал |

## Відвідуваність
Відвідуваність домашніх матчів «Авангарду», середня кількість глядачів на грі чемпіонату країни протягом сезону:

## Найбільша кількість зіграних матчів за клуб
- У першостях СРСР і Росії — Валерій Подоляк — 438 матчів.
- У першостях Росії — Денис Кондаков — 419 матчів.
- У Першому дивізіоні — Сергій Коровушкін — 128 матчів.

## Найкращі бомбардири клубу
- У першостях СРСР — Віктор Сухоруков — 80 м'ячів.
- У першостях Росії — Денис Гершун — 72 м'ячі.

## Найкращі бомбардири клубу за сезон
- У першостях СРСР — Віктор Батін — 20 м'ячів (1964).
- У першостях Росії — Юрій Толмачов — 21 м'яч (1992).
- У Першому дивізіоні — Віктор Букієвський, Сергій Коровушкін — 11 м'ячів (2007).

## Склад команди
Основний склад
| №  | Поз. | Нац.  | Гравець            |
| -- | ---- | ----- | ------------------ |
| 1  | ВР   | Росія | Олександр Саутін   |
| 12 | ВР   | Росія | Станіслав Козирєв  |
| 13 | ВР   | Росія | Микита Чагров      |
| 3  | ЗХ   | Росія | Ілля Бобришов      |
| 4  | ЗХ   | Росія | Аслан Дашаєв       |
| 15 | ЗХ   | Росія | Владислав Шадрін   |
| 19 | ЗХ   | Росія | Олексій Форопонов  |
| 22 | ЗХ   | Росія | Олександр Войнов   |
| 25 | ЗХ   | Росія | Олексій Концедалов |
| 44 | ЗХ   | Росія | Олександр Логунов  |
| 71 | ЗХ   | Росія | Миайло Багаєв      |
| 93 | ЗХ   | Росія | Георгій Бурнаш     |
| 97 | ЗХ   | Росія | Денис Нікітін      |
| 7  | ПЗ   | Росія | Ілля Кубишкін      |
| 8  | ПЗ   | Росія | Микита Імуллін     |
| 9  | ПЗ   | Росія | Артем Мітасов      |

| №  | Поз. | Нац.  | Гравець                |
| -- | ---- | ----- | ---------------------- |
| 10 | ПЗ   | Росія | Азамат Гурфов          |
| 17 | ПЗ   | Росія | Денис Синяєв           |
| 18 | ПЗ   | Росія | Данило Козлов          |
| 21 | ПЗ   | Росія | Денис Войнов           |
| 52 | ПЗ   | Росія | Равіль Нетфуллін       |
| 70 | ПЗ   | Росія | Ільнур Альшин          |
| 84 | ПЗ   | Росія | Марат Шогенов          |
| 87 | ПЗ   | Росія | Дмитро Коробов         |
| 95 | ПЗ   | Росія | Ілля Петров            |
| 98 | ПЗ   | Росія | Олексій Медведєв       |
| 14 | НП   | Росія | Хизир Аппаєв           |
| 20 | НП   | Росія | Іван Подоляк           |
| 58 | НП   | Росія | Руслан Болов           |
| 67 | НП   | Росія | Артем Федчук           |
| 77 | НП   | Росія | Роман Мінаєв           |
| 88 | НП   | Росія | Олександр Тараповський |

### Молодіжний склад
| № | Поз. | Нац.  | Гравець            |
| - | ---- | ----- | ------------------ |
|   | ВР   | Росія | Олександр Дорохов  |
|   | ВР   | Росія | Віктор Сулоєв      |
|   | ВР   | Росія | Єгор Бобровніков   |
|   | ЗХ   | Росія | Максим Ануфрієнков |
|   | ЗХ   | Росія | Артем Корольов     |
|   | ЗХ   | Росія | Євген Коростельов  |
|   | ЗХ   | Росія | Дмитро Труш        |
|   | ЗХ   | Росія | Андрій Сабельніков |
|   | ЗХ   | Росія | Андрій Яригін      |
|   | ЗХ   | Росія | Микола Дрьомін     |

| № | Поз. | Нац.  | Гравець            |
| - | ---- | ----- | ------------------ |
|   | ПЗ   | Росія | Руслан Євглевський |
|   | ПЗ   | Росія | Ілля Зінов'єв      |
|   | ПЗ   | Росія | Антон Філатов      |
|   | ПЗ   | Росія | Сергій Ушаков      |
|   | ПЗ   | Росія | Сергій Яригін      |
|   | ПЗ   | Росія | Олексій Шатохін    |
|   | ПЗ   | Росія | Олексій Альохін    |
|   | НП   | Росія | Євген Скоров       |
|   | НП   | Росія | Ігор Іваченков     |

## Керівництво клубу
- Волокитін Микола Вікторович — Президент
- Тарасов Олександр Олексійович — Помічник президента
- Гершун Ігор Олегович — Помічник президента
- Лобода Андрій Михайлович — Виконавчий директор
- Чаплигін Леонід Петрович — Заступник виконавчого директора
- Воронцов Антон Сергійович — Спортивний директор
- Стремоухов Сергій Валентинович — Начальник команди
- Хрипков Сергій Володимирович — Заступник виконавчого директора з питань безпеки

## Адміністративний штаб
- Щеглов Сергій Євгенович — Адміністратор
- Глазков Олег Петрович — Відеооператор
- Сіндєєв Ігор Володимирович — Лікар
- Старков Микола Олексійович — Масажист
- Салов Денис Станіславович — Масажист
- Реутов Артем Євгенович — Прес-аташе
- Мітякін Семен Вікторович — Спеціаліст по роботі з уболівальниками

## Тренерський штаб
- Біджиєв Хасанбі Едуардович — Головний тренер
- Чугайнов Ігор Валерійович — Старший тренер
- Бєляєв Ігор Олександрович — Тренер
- Лукошкін Дмитро Олександрович — Тренер воротарів

## Відомі гравці
Мали досвід виступів у складі своїх збірних. Гравці, прізвища яких у списку виділено жирним шрифтом представляли свої національні збірні в період виступів у «Авангарді».
| Росія/СРСР - Альберт Борзенков - Валерій Чижов - Артем Ребров - Валерій Єсипов | Країни колишнього СРСР - Андрій Пориваєв - Віталій Абрамов - Георге Богю - Володимир Коссе | - Олег Шишкін - Андрій Анненков Asia - Анзур Нафаш |

## Вболівальники
Фанатський рух в Курську виник навесні 1988 роки після створення фан-клубу при «Авангарді». У 1991 році курські фанати зробили перший в своїй історії виїзд на матч у Бєлгород. Після розвалу СРСР новостворений фанатський рух в місті припинив своє існування. Його відродження припало на 1997-1998 роки. У 1998 році оформляється перша «фірма», названа «Kursk Nightingales Brigands». У тому ж році відбулися перші виїзди, в Лиски й Орел. У 2002-2003 роках курський фанатський рух фактично розвалилася, але на початку 2005 року починає відновлюватися в зв'язку з виходом «Авангарду» в перший дивізіон. Сезон 2008 року, хоча команда й провела його в другому дивізіоні, став одним з найяскравіших в історії курського фанатського руху. Вперше «ультрас» «Авангарду» змогли відвідати всі 19 гостьових матчів своєї команди, при цьому відразу 4 фанати взяли участь у всіх виїздах. На 1 березня 2012 року «Солов'ї» (прізвисько курських «ультрас») здійснили близько 250 виїздів на гостьові ігри своєї команди. Найдальший з них у Красноярськ у 2006 році, найчисленніший у Воронеж у 2005 році. Діючі угруповання: «Legion46», «Young Legion46», «Playmakers», «Kursk Ultras». Видавався свій фензин - «Впередиидущий полк».